# 威廉·珀德姆
威廉·珀德姆（英語：William Purdom，1880年-1921年）是英国的植物探险家，1909年，受哈佛大学阿诺德植物园派遣，来到中国北部进行植物考察，历时三年，游历北京、河北、山西等地，她沿着黄河为植物园收集各种植物的同时，也拍摄下了很多沿途的各地民土风情。
1. ↑  .   [2019-11-20]. （原始内容存档于2020-06-20）.